# Мамиев, Моисей Ильич
Моисей Ильич Мамиев (1907—1971) — советский хозяйственный, государственный и политический деятель.

## Биография
Родился в 1907 году во Владикавказе. Член ВКП(б) с 1930 года.
С 1926 года — на хозяйственной, общественной и политической работе. В 1926—1954 гг. — чернорабочий завода «Севказцинк», булочник, зампред правления артели «Пищепром» города Грозный, председатель правления артели фотографов, старший инструктор Северо-Осетинского промсоюза, агент по снабжению меховой фабрики Мосмехпрома, следователь следственных частей, нарком, заместитель наркома внутренних дел, заместитель наркома-министра государственной безопасности, министр внутренних дел Северо-Осетинской АССР.
Избирался депутатом Верховного Совета СССР 3-го созыва.
Умер в 1971 году.